# Michail Sergejewitsch Jewdokimow

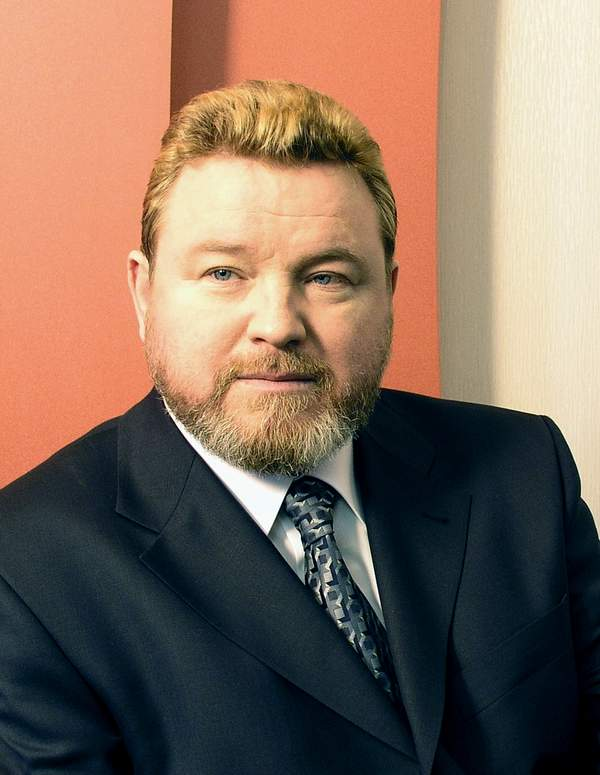
Michail Jewdokimow (2004)

Michail Sergejewitsch Jewdokimow (russisch Михаил Сергеевич Евдокимов, * 6. Dezember 1957 in Stalinsk, Oblast Kemerowo; † 7. August 2005 25 km südlich von Bijsk, Region Altai) war Schauspieler und ab 2004 Gouverneur der Region Altai. Am 7. August 2005 kam er unter ungeklärten Umständen bei einem Autounfall ums Leben.

## Biografie
Kurz nach seiner Geburt zog seine Familie mit ihm von Stalinsk in das kleine Dorf Werch-Obskij (Верх-Обский) 15 km südwestlich von Bijsk. Nachdem Jewdokimow zuerst als einfacher Werkarbeiter seinen Lebensunterhalt verdiente, stieg er 1981 ins Schauspielgeschäft ein und übernahm zahlreiche Nebenrollen in sowjetischen und später russischen Filmen. Ab 1998 war er Produzent mehrere Musikalben.
Im Jahr 2003 entschied sich Jewdokimow zum Einstieg in die Politik. Er trat als unabhängiger Kandidat für den Gouverneursposten in der Region Altai an und setzte sich im April 2004 gegen den amtierenden Gouverneur Alexander Surikow durch. Während seiner Amtszeit zeigte er jedoch fehlendes politisches Geschick, machte sich viele Feinde und geriet zunehmend in Isolation. Am 31. März 2005 verlor Jewdokimow ein Misstrauensvotum mit 46 zu 5 Stimmen bei einer Enthaltung. Er weigerte sich jedoch trotz des enormen politischen Drucks auch aus Moskau, von seinem Posten zurückzutreten.
Am 7. August 2005 befuhr Jewdokimow zusammen mit seiner Frau die Fernstraße M52 von Bijsk nach Barnaul. Sie waren auf dem Weg nach Werch-Schilino, um dort den 70. Geburtstag des sowjetischen Kosmonauten German Titow zu feiern. 25 km südlich von Bijsk kam es zur Berührung mit einem entgegenkommenden Fahrzeug und das Fahrzeug von Jewdokimow stürzte in einen Graben. Neben Jewdokimow starben der Fahrer und der Leibwächter noch an der Unfallstelle, während Jewdokimows Frau den Unfall überlebte. Der Fahrer des gegnerischen Fahrzeugs, Oleg Schtscherbinskij, wurde wegen des tödlichen Unfalls zu vier Jahren Arbeitslager verurteilt. Auf seine Berufung hob das Berufungsgericht das Urteil auf und er wurde freigelassen. Die Verurteilung sorgte in der Bevölkerung für erheblichen Unmut, da es in Russland nicht unüblich ist, dass Amtsträger elementare Verkehrsregeln grob missachten. Gleichzeitig gab sein Tod aber auch Nährboden für Verschwörungstheorien, wonach der Tod von Jewdokimow gezielt herbeigeführt wurde, um einen unliebsam gewordenen Politiker auszuschalten, und mit dem medienwirksam präsentierten Fall Schtscherbinskij die Bevölkerung vom eigentlichen Unfallgeschehen abgelenkt werden sollte.
Jewdokimow hinterließ neben seiner Frau eine gemeinsame Tochter sowie eine weitere uneheliche Tochter.